# イ・ヒョヌ
イ・ヒョヌ（ハングル：이현우、1993年3月23日 - ）は、韓国の元子役、現俳優。

## 経歴
- 2004年にテレビドラマ『ウラブラブルーちゃん』で子役デビュー。2007年に出演した時代劇ドラマ『太王四神記』、2008年に出演した時代劇ドラマ『大王世宗』で青少年演技賞を受賞し、注目されるようになる。
- 2009年、時代劇ドラマ『善徳女王』に出演し、さらなる注目を浴び、" 国民の弟 " と呼ばれるようになる。その後は、子役のイメージを払拭することに難航したが、2013年に出演した映画『シークレット・ミッション』の大ヒットとともに子役のイメージから脱却することに成功し、俳優としての認知度が高くなった。
- 2018年2月19日に兵役に就き、第1歩兵師団捜索大隊に配属され、2019年10月19日に除隊した。

## 人物
- 出身地：韓国・京畿道安養市。
- 生年月日：1993年3月23日。
- 学歴：東國大學校演劇映画学科。
- 家族構成：両親、姉。
- 身長：172cm。
- 体重：59kg。
- 血液型：B型
- 趣味：インターネット、コンピューターゲーム。
- 特技：ラップ、ウォーキング。
- 好きなアーティスト：BIGBANG。

## 出演

### テレビドラマ
- 花郎戦士マル（2006年、KBS）
- 太王四神記（2007年、MBC） - チョロ（悽露）（少年時代）役
- ロビイスト（2007年、SBS） - キム・ジュホ / ハリー（少年時代）役
- 大王世宗（2008年、KBS） - 忠寧（チュンニョン）大君 / 世宗（セジョン）（少年時代）役
- その男が憎らしい〜裏切りと屈辱の果てに〜（2009年、MBC） - トミー役
- 美賊イルジメ伝（2009年、MBC） - チャドル役
- 善徳女王（2009年、MBC） - キム・ユシン（金庾信）（少年時代）役
- ドラゴン桜〈韓国版〉（2010年、KBS） - ホン・チャンドゥ役
- ブレイン（2011年、KBS） - パク・ドンファ役（特別出演）
- 階伯（2011年、MBC） - ケベク（階伯）（少年時代）役
- 花ざかりの君たちへ For You In Full Blossom（2012年、SBS） - チャ・ウンギョル役
- 赤道の男（2012年、KBS）- キム・ソヌ（少年時代）役
- 夜を歩く士＜ソンビ＞（2015年、MBC） - チョンヒョン世子役（カメオ出演）
- 明日に向かって走れ（2015年、 SBS） - 主演：カン・ムンジェ役
- ファンタスティック・クラブ（2016年、KBS） - 主演：ユン・シウ役
- カノジョは嘘を愛しすぎてる〈韓国版〉（2017年、tvN） - 主演：カン・ハンギョル役
- ペーパー・ハウス・コリア: 統一通貨を奪え（2022年、Netflix） - リオ役[1]
- ペーパー・ハウス・コリア: 統一通貨を奪え PART Ⅱ（2022年、Netflix） - リオ役
- ワンダフルデイズ（2023年、MBC） - イ・ボギョム役

### 映画
- 卑劣な街（2006年） - ミノ（少年時代）役
- ホリデー（2006年） - カンヒョク役
- ファン・ジニ〈映画版〉（2007年） - ノミ（少年時代）役
- シークレット・ミッション（2013年） - リ・ヘジン役
- 技術者たち（2014年）（日本公開は2015年11月28日） - ジョンベ役[2]
- ノーザン・リミット・ライン 南北海戦（2015年） - パク・ドンヒョク役
- ビューティー・インサイド（2015年） - キム・ウジン役
- ドック・デイズ（2022年） - ヒョン役
- 英雄（2022年） - ユ・ドンハ役
- ドリーム～狙え、人生逆転ゴール!～（2023年） - キム・インソン役[3]

### MC
- JTBCミュージック・オン・トップ（2011年）
- SBS人気歌謡（2013年）

### PV / MV
- IU『You&I』（2011年）
- アコースティック・コーラ『初恋のメロディ』（2012年）
- AKMU『I Love You』（2013年）
- IU『時間の外（above the time）』（2019年）[4]

## CM
- X-CANVERS
- 釜山牛乳
- コカ・コーラ
- ポスコ
- ファブリーズ
- 農心
- CJハンプリ
- 飛翔教育
- 公共CM禁煙キャンペーン
- アイペス
- SKINFOOD
- EVISU
- 韓国人参公社
- コストムメルロウ
- 七星サイダー
- ユニオンベイ
- LG電子
- 中国sogou.com
- AMOS

## 受賞歴
- 2008 KBS演技大賞 男子青少年演技賞
- 2012 SBS演技大賞 ニュースター賞
- 2013年 中国肯定エネルギー 青春エネルギー賞
- 2014年 第9回アジアモデル受賞式 ニュースター賞
- 2015年 第30回KOREAベストドレッサー賞 ライジングスター賞
- 2016年 ヒューストン国際映画祭 助演男優賞